# Pablo Lima
Pablo Martín Lima Olid (Montevideo, 26 marzo 1981) è un ex calciatore uruguaiano, di ruolo difensore.

## Carriera
Dopo aver militato in patria con il Danubio e in Argentina con il Vélez Sársfield e il Rosario Central, nell'agosto 2010 firma un contratto biennale coi greci dell'Iraklis.
Il 12 luglio 2011 passa al club argentino Colon.